# Comme un chien dans une église
Pour plus de détails, voir Fiche technique et Distribution.
Comme un chien dans une église est un court métrage français réalisé par Fabien Gorgeart et sorti en 2007.

## Fiche technique
- Titre : Comme un chien dans une église
- Réalisation : Fabien Gorgeart
- Scénario : Fabien Gorgeart
- Décors : Cyril Gomez-Matthieu
- Photographie : Pascale Marin
- Son : Damien Patoux
- Montage : Damien Maestraggi
- Production : Drablanc Production
- Durée :  23 minutes
- Date de sortie : France - 7 septembre 2007

## Distribution
- Joachim Salinger : André
- Thomas Suire : Yves
- Susanna Martini : la mariée
- Thierry Bosc : le père
- Omar Elerian : Sergio
- Emmanuelle Grangé : la mère

## Distinctions
- Festival Silhouette de Paris 2007 : Grand Prix Silhouette[1]